# شناور جرثقیل‌دار

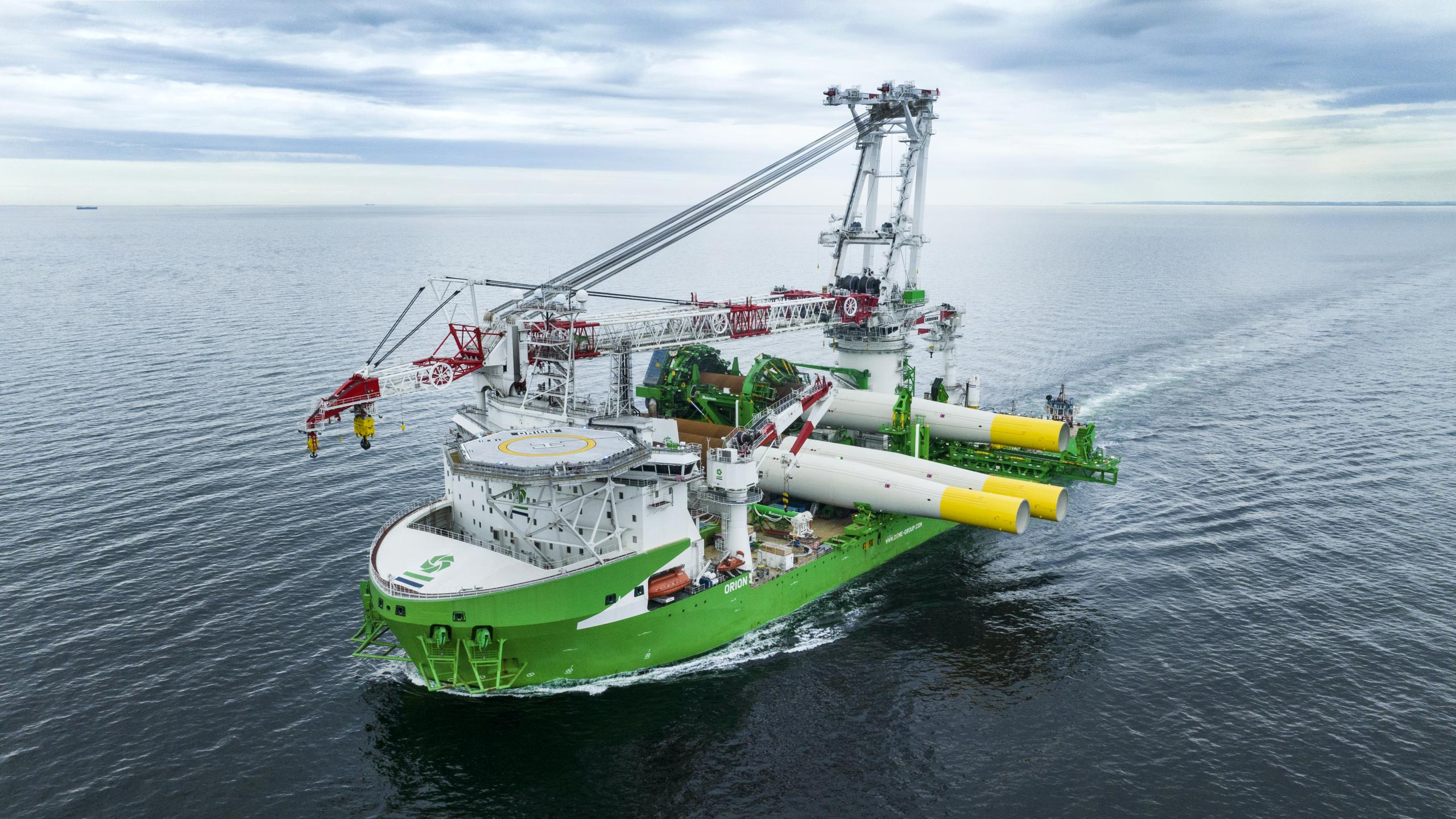
کشتی تک بدنه دریایی با جرثقیل بالابر سنگین و چرخان

شناور جرثقیل‌دار (انگلیسی: Crane vessel) کشتی جرثقیل‌دار، بارج جرثقیل‌دار یا جرثقیل شناور، کشتی‌ای است که دارای جرثقیل مخصوص بلند کردن بارهای سنگین است، که اغلب برای کشتی‌های مدرن بیش از ۱۵۰۰ تن وزن دارند. بزرگ‌ترین کشتی‌های جرثقیل‌دار برای ساخت و ساز فراساحلی استفاده می‌شوند.
جرثقیل‌ها بر روی قایق‌های تک‌بدنه و بارج معمولی نصب می‌شوند، اما بزرگ‌ترین کشتی‌های جرثقیل‌دار اغلب از نوع کاتاماران یا نیمه شناور هستند که پایداری بیشتری را فراهم کرده و حرکت سکو را کاهش می‌دهند. بسیاری از کشتی‌های جرثقیل‌دار به یک یا چند جرثقیل چرخان مجهز هستند. برخی از بزرگ‌ترین کشتی‌های جرثقیل‌دار به جای آن از پایه‌های ثابت استفاده می‌کنند. در این طرح‌ها، جرثقیل نمی‌تواند نسبت به کشتی بچرخد و کشتی باید برای قرار دادن بارها مانور داده شود. سایر کشتی‌ها از جرثقیل‌های دروازه‌ای بزرگ استفاده می‌کنند و بار را روی دو پای خود قرار می‌دهند.